# Groppello Gentile
Groppello Gentile ist eine Rotweinsorte. Sie ist eine autochthone Sorte aus dem Norden Italiens. Ihr Anbau ist in den Provinzen Brescia, Vicenza und Massa-Carrara empfohlen. Hauptanbaugebiet ist dabei das Ufergebiet des Gardasees auf der Seite der Stadt Brescia. In den 1990er Jahren wurden 488 Hektar bestockter Rebfläche erhoben.
Die spätreifende Sorte ist wuchskräftig und ertragsstark. Sie erbringt rubinrote Weine mit einem mittleren Alkoholgehalt und einer leichten Säure. Die Weine können dabei durchaus einen feinen Charakter aufweisen und finden Eingang in die DOC-Weine von Garda.
Neben dem Groppello Gentile gibt es noch die Rebsorten Groppello Bianco, Groppello di Mocasina und Groppello di Santo Stefano.

## Ampelographische Sortenmerkmale
In der Ampelographie wird der Habitus folgendermaßen beschrieben:
- Die Triebspitze ist offen. Sie ist grünlich und nur spinnwebig behaart. Die Jungblätter sind nur anfangs spinnwebig behaart und hellgrün gefärbt.
- Die mittelgroßen Blätter sind nahezu fünfeckig, länglich und dreilappig gebuchtet. Die Stielbucht ist V-förmig offen. Das Blatt ist spitz gesägt. Die Zähne sind im Vergleich der Rebsorten klein und eng gesetzt.
- Die große Traube ist konisch bis walzenförmig, länglich und geschultert. Die rundlichen Beeren sind mittelgroß und von bläulich-violetter Farbe. Die Beerenhaut ist dick, das Fruchtfleisch ist saftig und von neutralem Geschmack.

Groppello Gentile reift ca. 40 Tage nach der Sorte Gutedel und gilt somit im internationalen Vergleich als sehr spät reifend.